# Lord Soth
Lord Soth, Caballero de la Rosa Negra (nombre completo: Lord Loren Soth de Dargaard Mantenga), es un personaje de ficción de los reinos de la fantasía de Dragonlance y más tarde de Ravenloft. Es un caballero no-muerto y un Caballero de Solamnia caído procedente del mundo de Krynn.
De acuerdo con Tracy Hickman, que necesitaba un personaje de gran alcance para los Héroes de la Lanza para luchar en la Torre del Sumo Sacerdote, Lord Soth le vino de repente a la mente con una historia y personalidad completa. La popularidad de Lord Soth como personaje ha definido lo que es un caballero de la muerte para los escritores del juego Dungeons & Dragons. Lord Soth también fue nombrado como uno de los mayores villanos de D&D.

## Apariencia
Soth mide6'5 " (1,92 cm) o más de alto. Viste una armadura de placas de los Caballeros de Solamnia de diseño antiguo. Los daños causados por muchas batallas estropean la delicada ornamentación de sus armas, ocultando sus intrincadas esculturas de martines pescadores y rosas, dejando solo un negro oscuro, que se ha convertido en símbolo de lord Soth. Un manto de púrpura cuelga pesadamente sobre el hombro, cubriendo sus espaldas hasta la altura de las rodillas. Una borla de pelo largo y negro encabeza el yelmo, ya desgastado y antiguo como el resto de su armadura. Una espada de color negro con la sangre de innumerables víctimas, cuelga enfundada en su cadera. De su rostro solo se ven dos puntos rojos a través de las rendijas de su yelmo. Su voz parece un eco desde el fondo de una caverna sin fondo. Al igual que todos los caballeros de la muerte, siempre hay un aura sobrenatural de frío alrededor de Soth, capaz de asustar incluso a un kender.
Cuando viaja, lord Soth generalmente monta un corcel no-muerto con la piel de color ébano y los pies en llamas.

## Combate
Aunque lleno de maldad y de un intenso odio por todas las criaturas vivientes, la mayor parte del tiempo de Lord Soth conserva una apariencia de honor como ex-caballero de Solamnia, y lucha con honor. Él nunca haría una emboscada a un oponente por detrás, ni tampoco golpea a su enemigo si este está desarmado. Aparte de estos hechos, sin embargo, Lord Soth es un terrible enemigo. Al ser una abominación no-muerta, Lord Soth tiene fuerza sobrehumana, que es reforzada por su habilidad con la espada, algo que aprendió como un antiguo caballero de la Rosa. Lord Soth también se puede realizar varios tipos de hechizos, incluyendo bolas de fuego enormes, hechizos capaces de aturdir o matar a sus enemigos, las paredes de hielo, Cono de frío, etc... Con una sola palabra, Lord Soth ha sido capaz de matar a un dragón rojo (por lo tanto Palabra de poder: Mata), o romper la puerta de la gran ciudad de Palanthas, que era anteriormente conocida como la "Ciudad sin conquistar."
- Datos: Q2252882